# UNIIMOG
Il Gruppo di Osservatori delle Nazioni Unite in Iran ed Iraq (UNIIMOG dall'inglese United Nations Iran-Iraq Military Observer Group) è stata una missione delle Nazioni Unite operante dal 1988 al 1991.

## Storia
Durante la guerra tra Iraq ed Iran il Consiglio di Sicurezza richiamò più volte all'ordine i due paesi imponendogli il cessate-il-fuoco; nonostante i vari richiami la cessazione delle ostilità tra i due paesi venne proclamato il 20 agosto 1988
Il Consiglio di Sicurezza delle Nazioni Unite decise, con la risoluzione 619 del 9 agosto 1988, l'invio nella regione di una missione con il mandato di: creare le condizioni per una tregua duratura tra i due paesi, fare da “zona cuscinetto” al confine delle due nazioni, verificare il rispetto del cessate-il-fuoco tra le parti, agevolare il ritorno delle truppe nel proprio territorio, fare rispettare la linea di confine pre-bellica tra i due stati, aprire negoziati per lo scambio di prigionieri.
La missione raggiunse la regione durante il settembre dello stesso anno, i quartier generali vennero fissati a Baghdad e a Teheran.
Il contingente era composto da circa 400 militari, il numero del contingente rimase poi pressoché immutato per tutta la durata della missione.
La missione si concluse nel febbraio 1991 con il raggiungimento di tutti gli obbiettivi eccetto il negoziato per lo scambio di prigionieri che fallì; i comandanti della missione furono: il generale Slavko Jovic (Jugoslavia) dal settembre 1990 al novembre 1990, e il Generale di Brigata Anam Khan (Bangladesh) dal novembre 1990 – febbraio 1991.
I paesi che contribuirono al personale militare furono Argentina, Australia, Austria, Bangladesh, Canada, Danimarca, Finlandia, Ghana, Ungheria, India, Indonesia, Irlanda, Italia, Kenya, Malaysia, Nuova Zelanda, Nigeria, Norvegia, Perù, Polonia, Senegal, Svezia, Turchia, Uruguay, Jugoslavia e Zambia.
Il costo generale della missione fu di 177 milioni di dollari.

## La partecipazione italiana
L'Italia prese parte alla missione con un contingente di Ufficiali Osservatori  (mediamente 12), tutti provenienti dall'Esercito Italiano, con il grado da Capitano a Tenente Colonnello.